# 福尔米利亚纳
福尔米利亚纳（義大利語：Formigliana），是意大利韦尔切利省的一个市镇。总面积17平方公里，人口560人，人口密度32.9人/平方公里（2009年）。ISTAT代码为002059。